# Port Huron, Michigan
Port Huron este o localitate, municipalitate și sediul comitatului Saint Clair, statul Michigan, Statele Unite ale Americii.